# Битка при Зинсхайм
Битката при Зинсхайм (Sinsheim) или Зинцхайм (Sinzheim) е победа на френския маршал Тюрен срещу имперските сили на генерал Капрара по време на Холандската война. Състои се на 16 юни 1674 г. източно от Рейн, в северозападния ъгъл на днешната провинция Баден-Вюртемберг.

## Предистория
Войната започва през 1672 г. с френско нападение срещу малката холандска република. Опитът за унищожаването ѝ е неуспешен, защото холандците отварят шлюзовете и наводняват значителна част от страната си. Това води до овластяването на Вилем III Орански, който заема поста щатхаутер (тоест военен ръководител), както и до постепенно изтегляне на френските войски. В същото време германският император Леополд I и бранденбургският курфюрст Фридрих-Вилхелм застават на страната на холандците. Формира се Първата хагска коалиция и германски войски потеглят към Рейн, за да отворят нов фронт на Франция. Срещу тях с недостатъчни сили Луи XIV изпраща най-опитния си маршал Анри дьо Тюрен, който е обявен за Маршал-генерал - голяма и рядко оказвана чест.
През късната пролет на 1674 г. Тюрен се намира с армията си в Елзас. Тя се състои от 6000 конници и 2000 пехотинци с 6 оръдия. Всички (съюзници и врагове) очакват маршалът да се придържа към строго отбранителна стратегия, но на 12 юни той внезапно потегля към град Филипсбург, пресича Рейн по понтонен мост и се оказва в непосредствена близост до армията на Капрара. Тя е приблизително по същия начин конструирана - 7000 конници и 2000 пехота. Тюрен обаче е успял да хване противника си преди пристигането на подкрепления, начело с генерал Бурнонвил. Въпреки здравата позиция на германците на хълм над градчето Зинсхайм, на 16 юни той дава сигнал за атака.

## Ход на битката
Първата работа на Тюрен е да изпрати драгуните си да завземат Зинсхайм, за да осигури фланга си. Неговото единствено предимство са 6-те оръдия (каквито Капрара няма), докато германците разчитат на укрепената си позиция. Освен това те са отпочинали. Спрямо изморените французи, които изминават 160 км за четири дни, това е още едно важно предимство.
Имперските сили са разположени в две линии - първата командвана от Карл IV, херцог на Лотарингия в изгнание, който предлага услигите си на императора; втората от самия Капрара. В две линии разполага хората и френският маршал. Цялото му начинание е много рисковано, защото в случай на поражение той на практика няма възможност за отстъпление през вражеска страна, покрита с гори.
Под прикритието на артилерията французите тръгват напред. Първоначално се завръзва люта битка в градчето, както и край близкото абатство, което е укрепено като замък. След час и половина имперците са отблъснати и се връщат на основната си позиция. По едно дълбоко дефиле, спускащо се от хълма, французите бързо се изкачват нагоре. Два пъти са отблъснати, но не се отказват. И до днес остава неясно как Капрара допуска да нахлуят в редиците му и да го принудят да отстъпва. Има поне два фактора, които допринасят за успеха, олицетворени от самия Тюрен - кураж и решителност. В „стила на Конде“ с извадена шпага и развята грива на коня той лично предвожда атаката. Всъщност съзнанието, че ако не успеят, са обречени, кара френските войски да се бият с невиждано ожесточение.

## Последици
Битката удивлява Тюрен повече от всички други. „Никога не съм виждал по-луда касапница“, казва той по-късно. Още в първата фаза всичките му офицери са убити или ранени. Загиват 1500 войници от неговата армия срещу 2500 убити на противника. Това е пълна победа, която никой не е очаквал, при това при извънредно сложни обстоятелства. Тук известният философ и историк Франсоа Волтер коментира: "Почитта към хората се измерва с преодолените трудности; затова тази кампания на Тюрен е толкова знаменита". Целта е постигната - оттук нататък сливането на силите на Капрара и Бурнонвил вече не е заплаха. В следващите месеци империята напряга още сили и скоро събира 70 000 войници, но в серия решителни битки (Енцхайм, Тюркхайм) Тюрен все така успява да ги държи извън страната си.